# Unge Polens Bevægelse
Det Unge Polens Bevægelse (pl. Ruch Młodej Polski, forkortet RMP) var en polsk ungdomsorganisation, der virkede 1979–1989 i opposition til det kommunistiske styre.
RMP's formål var beskyttelse af menneske- og borgerrettigheder og den polske nations rettigheder og kultur.

## Historie
Organisationen opstod i juli 1979 i Gdańsk ud fra Borgerinitiativsgruppen (ZINO) og blev stiftet af bl.a. Aleksander Hall, Marek Jurek og Jacek Bartyzel. Hall var også RMP's leder.
Hovedcentrene for RMP's virke befandt sig i Gdańsk, Poznań, Łódź, Warszawa, Lublin, Szczecin og Kraków. Organisationen var forbundet med bladene Bratniak (1977–1981) og Polityka Polska (1982–1991).
Efter de demokratiske reformer i 1989 besluttede RMP at opløse sig selv. Nogle af organisationens aktivister meldte sig senere ind i den Demokratiske Højrefløjs Forum (FPD).